# Catocala vesta
Catocala vesta là một loài bướm đêm trong họ Erebidae.